# Rafael Maldonado Tapias
Rafael Maldonado Tapias (Bucaramanga, 1936-Bogotá, 2001 ) fue un arquitecto colombiano.
Fue parte de la corriente organicista de la arquitectura, contraria al funcionalismo moderno y que se extendió por el mundo durante la segunda mitad del siglo XX. Se especializó en arquitectura escolar y diseñó varios edificios para escuelas, colegios y universidades, tanto en Bogotá como en su ciudad natal.

## Biografía
Rafael Maldonado Tapias nació en Bucaramanga el 18 de mayo de 1936. Era hijo de Elisa Tapias y Rafael Maldonado Maldonado, ambos miembros de la élite bumanguesa. Por esta razón se crio en un barrio de clase alta en la capital de Santander, en un ambiente fuertemente influido por modas y costumbres de origen norteamericano, que eran introducidas por doña Elisa. Ella se dedicaba a la costura y fue propietaria de un taller almacén, mientras que su esposo don Rafael era empresario. El padre por lo general estaba ausente de su casa de Bucaramanga, por lo cual el niño Rafael se crio con doña Elisa y otras mujeres de la familia. La aparición de Rafael en su niñez en las páginas sociales de algunos diarios bumangueses (como Vanguardia Liberal) confirma el papel que tenía la familia en la alta sociedad de la capital santandereana. En las páginas de los diarios llegaron a aparecer algunos eventos como el cumpleaños número 5 (18 de mayo de 1941) o la primera comunión del pequeño Rafael (c. 1944).

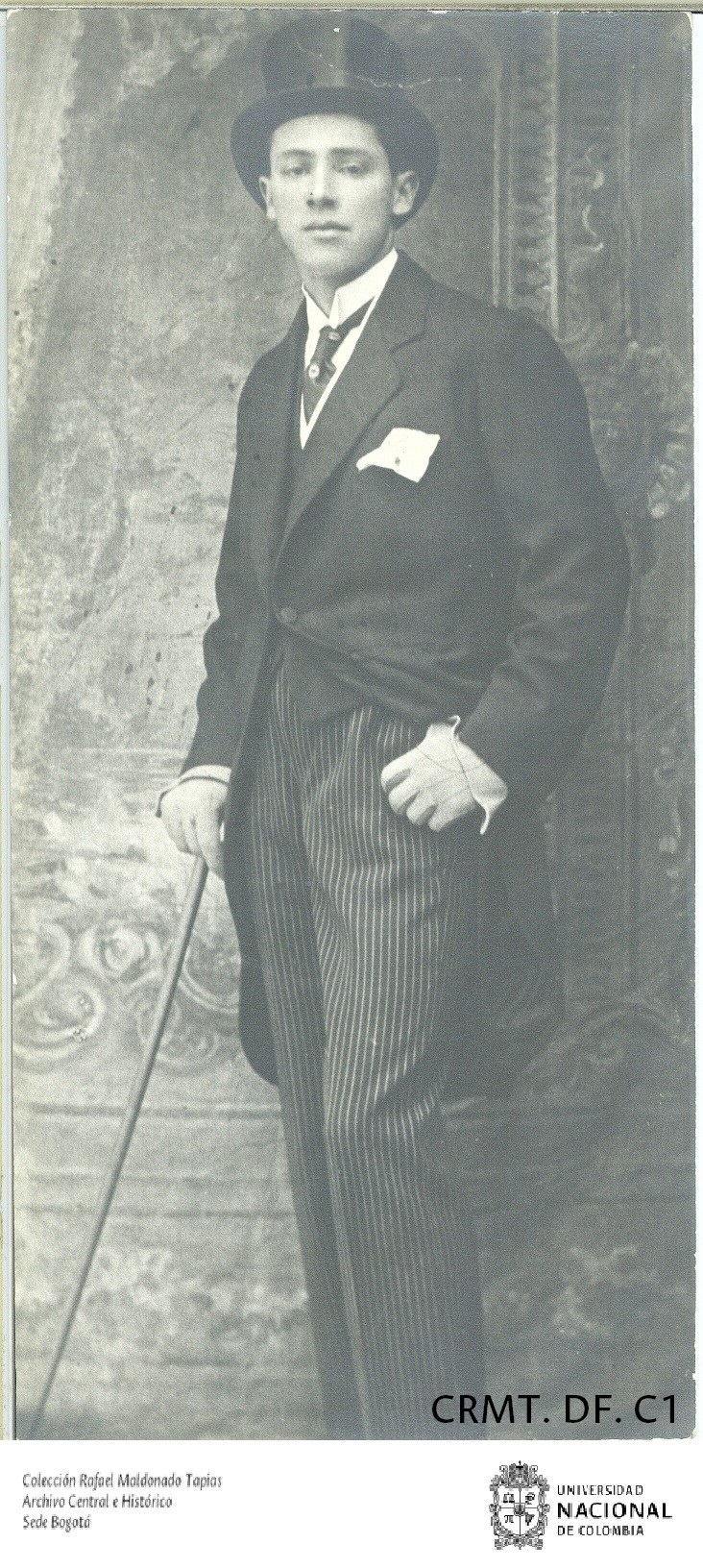
Don Rafael Maldonado Maldonado, padre de Rafael Maldonado Tapias. Archivo Histórico, Universidad Nacional de Colombia

Contrajo matrimonio en 1971 con la cineasta bogotana Camila Loboguerrero, a quien conoció durante su época de estudiante en la capital, cuando ella estudiaba bellas artes en la Universidad de los Andes. El matrimonio tuvo dos hijos: Lucas y Matías. La familia se residenció en el barrio Bosque izquierdo, en el centro de Bogotá.

## Estudios
Hacia 1958 el joven Rafael viajó a Bogotá a iniciar la carrera de arquitectura en la Universidad Nacional de Colombia. Una vez allí se encontró con un ambiente académico dominado por una estética con normas que exigían sencillez y pureza arquitectónica. Se encontró también con un importante debate: el que enfrentaba a los funcionalistas y los organicistas. Los primeros coincidían con los profesores más antiguos y de gran prestigio. Los segundos eran por lo general profesores jóvenes (entre ellos destacaban Rogelio Salmona, Arturo Robledo y Fernando Martínez Sanabria). Aunque el funcionalismo moderno que dominaba en el programa de arquitectura de la universidad ejerció una influencia sobre Maldonado, él se inclinó más hacia el grupo de los profesores organicistas. Entre 1969 y 1971 realizó una maestría en arquitectura escolar en la Asociación de Arquitectura de Londres. Su tesis de grado, presentada junto al estudiante indio Kaizer Talib, versaba sobre recomendaciones para construcciones de educación primaria en Colombia.

## Ámbito profesional

### Vida laboral y docencia
Entre 1967 y 1971 perteneció al Instituto Colombiano de Construcciones Escolares (ICCE), donde realizó algunos diseños destacados como el Instituto Nacional de Educación Media (INEM) de Kennedy (Bogotá). Fue su trabajo en el ICCE el que lo llevó a inclinarse por la arquitectura escolar. Allí conoció también al dirigente político Luis Carlos Galán, de quien fue amigo cercano.

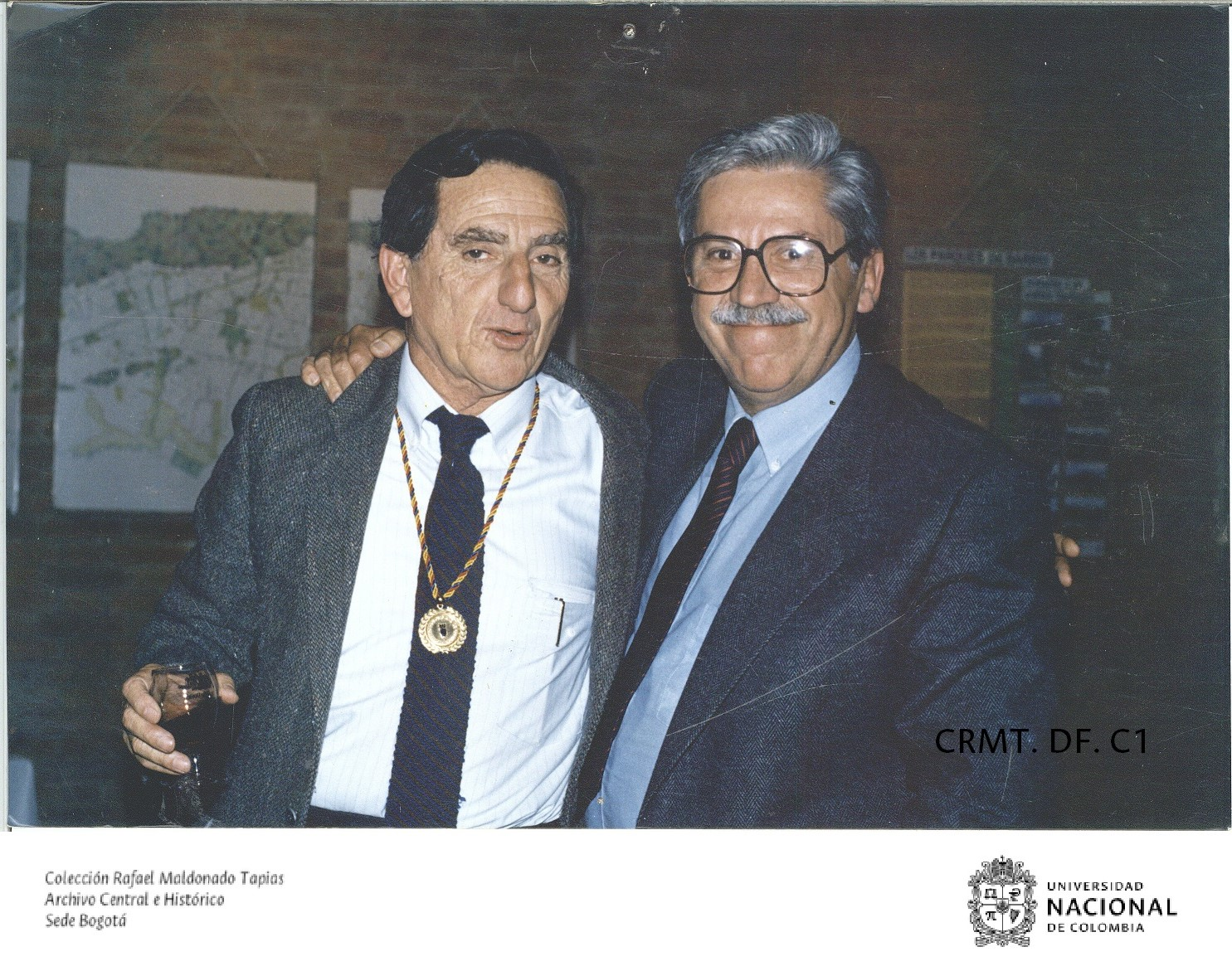
Rafael Maldonado (derecha) junto a Rogelio Salmona (izquierda). Archivo Histórico, Universidad Nacional

Se vinculó también como profesor de la Universidad Nacional desde 1967, encargándose de materias prácticas centradas en el diseño arquitectónico (por lo general no daba clases magistrales). Allí puso en práctica sus inclinaciones hacia la pluralidad en el diseño, dejando que sus estudiantes presentaran trabajos muy heterogéneos. En 1972 se vinculó también como catedrático y vicedecano de arquitectura de la Universidad de los Andes, cuando la decanatura era ocupada por su amigo Fernando Jiménez. Abrió una oficina en el año 1974, en la cual empezó a diseñar edificios por encargo y en la que trabajó hasta su muerte. En dicha oficina trabajaron algunos arquitectos que en su momento fueron alumnos suyos. Entre ellos están Elkin Ojeda, Camilo Muñoz y Orlando Martínez.

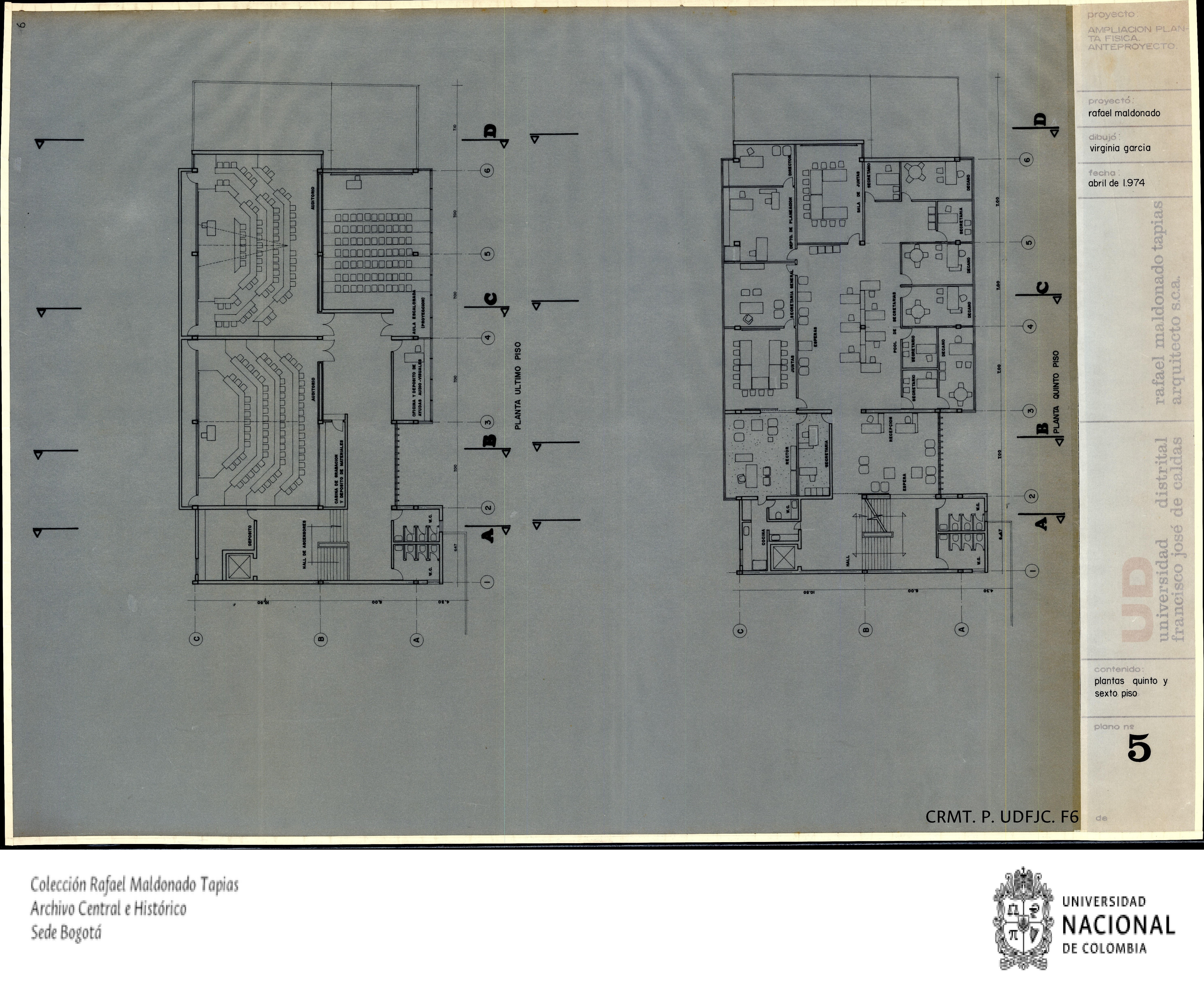
Plano del quinto y sexto piso de la ampliación de la Universidad Distrital, proyecto que no se construyó. Archivo Histórico, Universidad Nacional de Colombia

### Trabajo arquitectónico
La obra arquitectónica de Maldonado es extensa. A continuación, se da una descripción de sus proyectos más destacados entre los que llegaron a construirse. Buena parte de la información procede del Archivo Central e Histórico de la Universidad Nacional, donde se custodian los documentos de Maldonado, que llegaron allí en calidad de donación.
En la Universidad Autónoma de Bucaramanga (UNAB) diseñó:
- Edificio Biblioteca. Este fue su primer gran proyecto, habiéndosele encargado en 1978. En él se trabaja con gran detalle la adaptación del edificio a la topografía y la arborización, el uso de la iluminación y la ventilación, entre otros aspectos.[5] Estos serán importantes en todo su trabajo como arquitecto de ahí en adelante. De este proyecto se conocen 28 planos, correspondientes a dos etapas de la construcción: el diseño original (abril-mayo de 1979) y un proyecto de remodelación (marzo-abril de 1990).[6]
- El conjunto integrado por el Edificio administrativo, la Sala múltiple y la Plaza de los fundadores. En este diseño utilizó el ladrillo a la vista como material principal. Incorporó además la iluminación y la ventilación, de manera que no fuera necesario el aire acondicionado. A la Plaza de los fundadores le puso un elemento insignia: la Torre del Reloj. Se conocen 53 folios de este proyecto, cuatro de los cuales corresponden a la memoria descriptiva. Esta documentación está fechada entre agosto de 1987 y noviembre de 1990.[7]

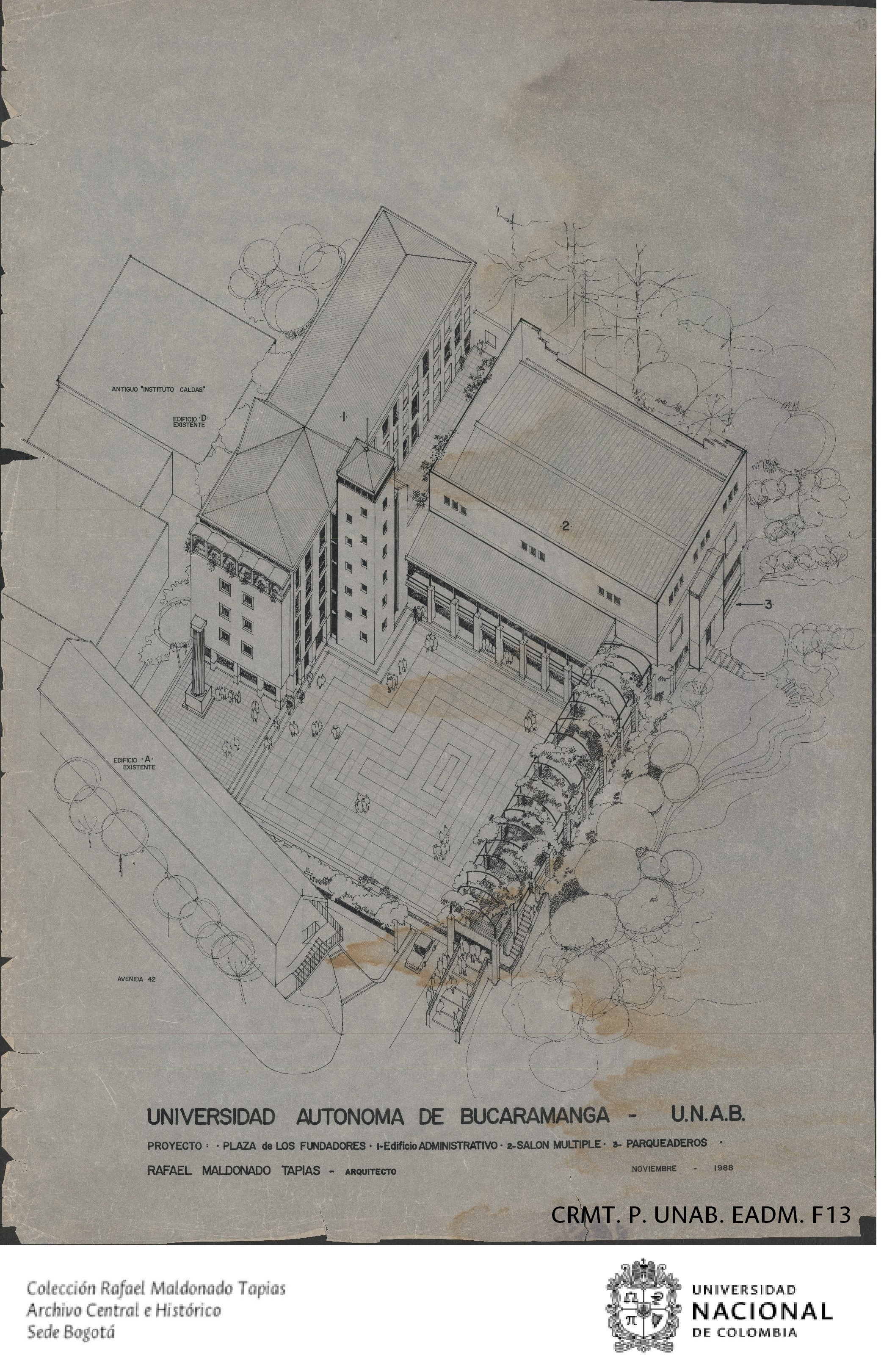
Uno de los planos del proyecto "Edificio administrativo, sala múltiple y parqueaderos" de la UNAB. Archivo Histórico, Universidad Nacional de Colombia

- Edificio de posgrados, Medios audiovisuales y Escuela de música. Se localizó en el extremo norte del campus de la UNAB. En el primer nivel se diseñó un auditorio para 150 personas. Los demás se destinan a las aulas teóricas y de música. Se utilizan las vistas al paisaje y las circulaciones abiertas, estas últimas para dejar entrar la brisa y la iluminación. Se diseñó además una protección contra el sol. De este proyecto se tienen 42 folios fechados entre abril de 1993 y junio de 1994. Los dos primeros son la memoria descriptiva.[8]
- Facultad de Medicina: fue construida en ladrillo a la vista puesto de diferentes formas. De ella se destaca en términos visuales el cilindro que Maldonado diseñó para que albergara la escalera. Se conservan 44 folios fechados entre diciembre de 1995 y noviembre de 1996.[9]

Otros de sus proyectos para edificios educativos fueron:
- Instituto Caldas (Bucaramanga). Se trata de un proyecto construido en varias etapas. En el edificio de bachillerato (la primera de ellas) es notable la calle peatonal central, en la que utiliza el recorrido arquitectónico, recurso tomado del trabajo de le Corbusier. El diseño del Instituto Caldas le trajo múltiples premios y menciones.[4] Se conocen 72 folios de este proyecto, los cuales están fechados entre junio de 1984 y abril de 1997.[10]

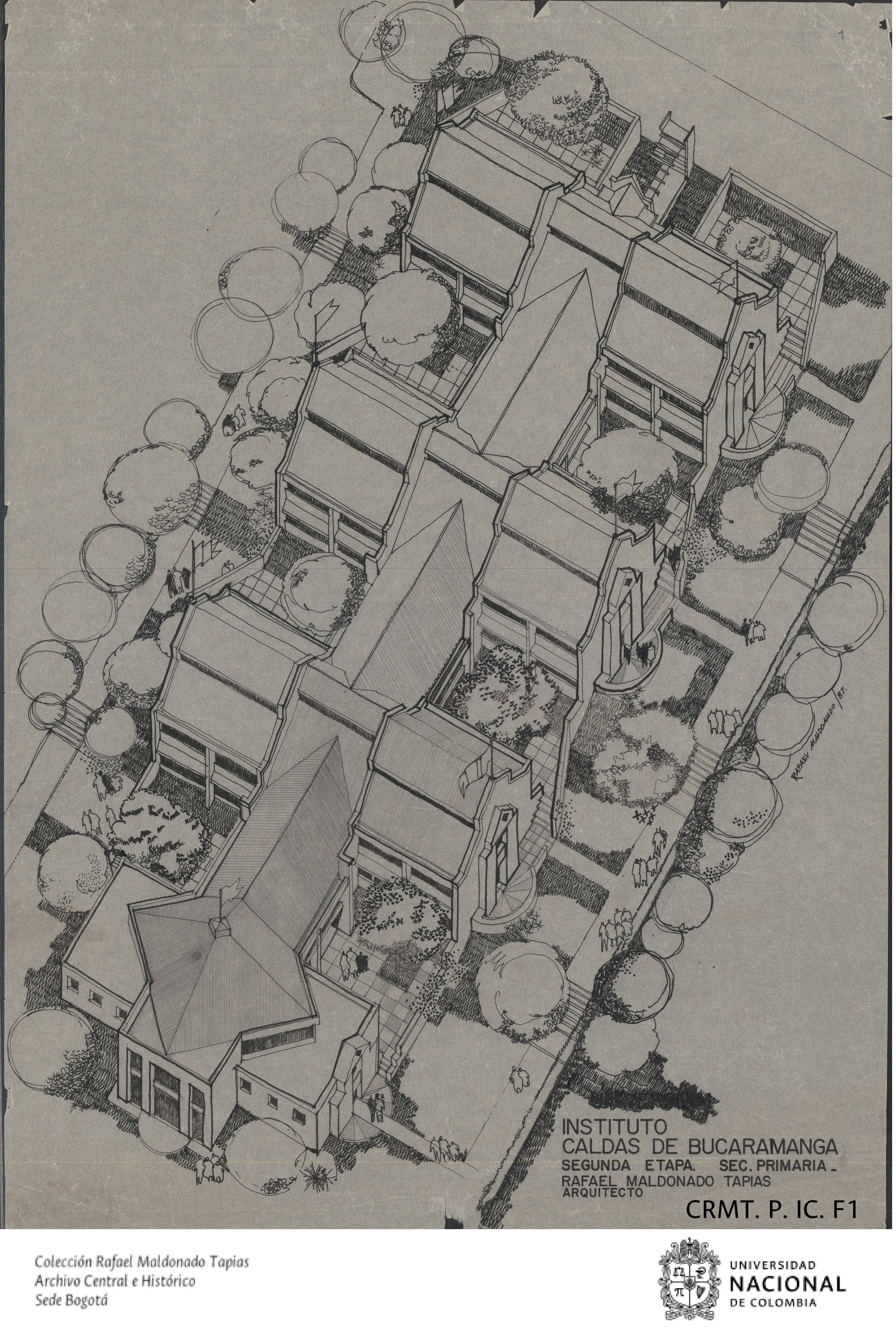
Panorámica del Instituto Caldas. Archivo Histórico, Universidad Nacional de Colombia

- Centro Educativo Integral Colsubsidio (Bogotá). En el edificio de bachillerato de este proyecto, Maldonado diseñó la construcción en torno a una calle peatonal central, recurso que ya había utilizado en el Instituto Caldas. Sin embargo, hubo algunos desacuerdos con los directivos, de manera que el arquitecto debió ceder en algunos de sus planteamientos.[3] De este proyecto se conocen 110 planos fechados entre noviembre de 1990 y julio de 1992.[11]
- Centro Educativo Distrital Arborizadora Alta. De él se conservan 29 planos fechados entre el 27 de julio y el 31 de agosto de 1999.[12]
- Jardín Social Santiago de las Atalayas (Bosa, Bogotá). Esta edificación se levantó en terreno plano, pero debió adaptarse a un lote de forma irregular, donde debía respetarse un aislamiento de varios metros en todo el perímetro. Su área de entrada se intentó relacionar con la del Centro Educativo Distrital cercano. Se destaca la accesibilidad (garantizada mediante escaleras y rampas), la climatización mediante el uso del sol, la iluminación y las terrazas al aire libre. Se usan materiales como ladrillo y concreto visto. Se conservan 15 folios fechados el 23 de junio del 2000. Los tres primeros folios corresponden a la memoria descriptiva.[13]
- Escuela Luis Bernal Giraldo (Armenia). La curiosidad de este proyecto es que Maldonado no lo pudo finalizar debido a la enfermedad que finalmente lo llevaría a la muerte. Los diseños fueron terminados por Fernando Jiménez y Elkin Ojeda.[3] Este proyecto se construyó en un predio donde ya existía una escuela primaria. Al igual que en otras edificaciones, en esta se aprovecha la inclinación del terreno para diseñar varios niveles conectados por rampas y escaleras. Se hace uso de la arborización preexistente para proteger a la construcción del clima. Se dispone además de una terraza al aire libre y una zona de esparcimiento cubierta localizada en el aula múltiple. De este proyecto se conocen 41 planos fechados entre el 19 de septiembre y el 19 de noviembre de 2001. El primer folio corresponde a la memoria descriptiva.[14]

Además de los proyectos escolares fueron suyos los diseños de:
- Oficinas y bodegas de Puyana y cía. Este edificio, localizado en el norte de Bogotá fue encargado por los Puyana, familia de la élite bumanguesa, propietaria de una empresa de licores e impulsora de la Universidad Autónoma de Bucaramanga. Rafael Maldonado era amigo de esta familia. En las oficinas de Puyana y cía. usó el ladrillo a la vista y las decoraciones geométricas. Según Silvia Arango, este edificio deja ver influencias posmodernas.[15] Se conservan 38 planos fechados entre junio de 1982 y octubre de 1985.[16]
- Centro de Ferias, Exposiciones y Convenciones de Bucaramanga (CENFER). Este fue otro de sus grandes proyectos. En él utilizó el ambiente natural creado por la quebrada La Iglesia. Le puso un sistema de abastecimiento subterráneo y un eje de acceso principal perpendicular a otro de circulación interna. Ambos ejes dan a la plaza de banderas.[17] Del proyecto del CENFER se conservan 90 folios, incluida la memoria descriptiva (13 folios). Dicho material está fechado entre febrero de 1994 y julio de 1995 y en general presenta un buen estado de conservación.[18]
- Centro de Ferias, Exposiciones y Convenciones de Barranquilla (Expocaribe). De este proyecto se conocen 12 folios fechados entre el 15 de marzo y el 15 de abril de 1999.[19]

### Labor investigativa
Desarrolló durante varios años una investigación sobre arquitectura escolar, que culminó en la publicación del libro Historia de la arquitectura escolar en Colombia, con el apoyo de Colciencias y la Universidad Nacional (1999). Todo inició al parecer durante su trabajo en el ICCE: cuando regresó al país (1971) Maldonado traía como proyecto la creación de un prototipo para escuelas primarias en Colombia. Esto era en gran medida fruto del trabajo de grado presentado ante la Architectural Association. Esperaba dictar normas generales para la escuela primaria colombiana, de manera que sus edificios se adaptaran a las condiciones de cada región. No obstante, el ICCE no evaluó ni aprobó sus proyectos. Esto lo llevó a iniciar la investigación sobre arquitectura escolar colombiana, la cual se centró inicialmente en la escuela primaria en Bogotá desde finales del siglo XIX. Esta orientación la conservaba todavía en 1989, cuando la investigación llevaba por título 100 años de arquitectura escolar. Fue entonces cuando empezó a recibir el financiamiento por parte de Colciencias.
Más adelante se dio cuenta de las distintas conexiones históricas y amplió su investigación hasta incluir otras zonas del país y otros periodos (el siglo XIX y el Periodo colonial). Lo más significativo de la investigación de Maldonado es el reconocimiento del influjo de la política educativa y el contexto social general sobre la arquitectura escolar. Así lo reconoce en casos como el siglo XIX con su sistema lancasteriano y la primera mitad del XX con la Escuela nueva. Aunque este fue su principal escrito, existen otros también de su autoría que abordan la historia de la arquitectura escolar en contextos más pequeños como Bogotá o el periodo de la Revolución en marcha.

### Reconocimientos
Entre las distinciones recibidas por Rafael Maldonado Tapias se destacan:
- Una mención en la Bienal de arquitectura colombiana por el proyecto Casa Hurtado en Altos de Yerbabuena, Chía (1982).
- Una mención en la décima versión del mismo evento (1986) y una mención honorífica en la V Bienal de arquitectura de Quito por la primera etapa del Instituto Caldas.
- Su remodelación del Club de Comercio de Bucaramanga fue seleccionada para la XII Bienal colombiana (1990) y recibió mención de honor en la VII Bienal de Quito.
- Fue premiado también por su investigación sobre historia de la arquitectura escolar, con mención honorífica en la XV Bienal colombiana.[22]

## Consideraciones sobre la arquitectura de Maldonado
Las escasas investigaciones que hay respecto a este tema afirman que Maldonado fue influenciado por la arquitectura orgánica, que llegaba a Colombia justo en la época en que él era estudiante. Esto explicaría algunos aspectos como el uso de materiales “artesanales” (sobre todo el ladrillo visto), la adaptación a la topografía, las vistas al paisaje o la iluminación. Todas ellas eran características de una arquitectura que intentaba conectarse un poco más con el mundo natural. Como se vio anteriormente, todo ello es visible en los principales proyectos de Maldonado: los distintos edificios de la UNAB, el CENFER, etc. Pero incluso en otros de sus proyectos, como el Instituto de Cancerología o el Jardín Santiago de las Atalayas se observan terrazas y otros espacios abiertos, diseñados para el esparcimiento y la vida al aire libre, según los planteamientos del propio Maldonado.
Además de la adaptación al clima y a la topografía, los edificios de Maldonado tienden a acoplarse a las construcciones previamente existentes. Una vez más la Universidad Autónoma de Bucaramanga sirve como ejemplo: allí se ve un proyecto por etapas, de manera que cada nuevo edificio que se levantaba iba teniendo en cuenta la situación previa existente en el campus. El primer edificio diseñado por Maldonado (la biblioteca) ya contempla acoplarse al ambiente socio-arquitectónico anterior, intentando reforzar la concurrencia a la plazoleta cercana a partir de la instalación de una cafetería. En el Instituto de Cancerología llama la atención un espacio que el diseño prevé como “posible empate con el […] hospital”, que al parecer serviría de conexión entre este último (preexistente) y el edificio de consulta externa (diseño que se le encargó a Maldonado).
Detrás de esto es posible ver cierta influencia del teórico Bruno Zevi, muy estudiado en la arquitectura colombiana en la década de 1960. Dicho estudioso abogaba por una arquitectura con conciencia urbanística y pese a su énfasis en el espacio interno, no olvidaba nunca los exteriores de una construcción. En algunos diseños de Maldonado se ve una preocupación similar por el urbanismo. Por ejemplo, en el Instituto de Cancerología se aprecia un intento de incorporar la construcción a la infraestructura y al movimiento de la ciudad. En el jardín Santiago de las Atalayas hay también un intento de acoplar el edificio con las construcciones circundantes, buscando que compartiera algunas áreas comunes con el CED cercano.
Pese a las visibles marcas del organicismo, se observan en los diseños de Maldonado algunos elementos propios del funcionalismo moderno. Esto se ve en el Instituto Caldas, su gran proyecto escolar de Bucaramanga. Allí utiliza el recorrido arquitectónico y diseña un edificio que se acopla a las funciones exigidas por un ambiente educativo. Así lo comprueba el manejo de la circulación en los pasillos y la independencia de las entradas a cada aula, cosa que evitaría las interrupciones a las clases por temas de ruido.

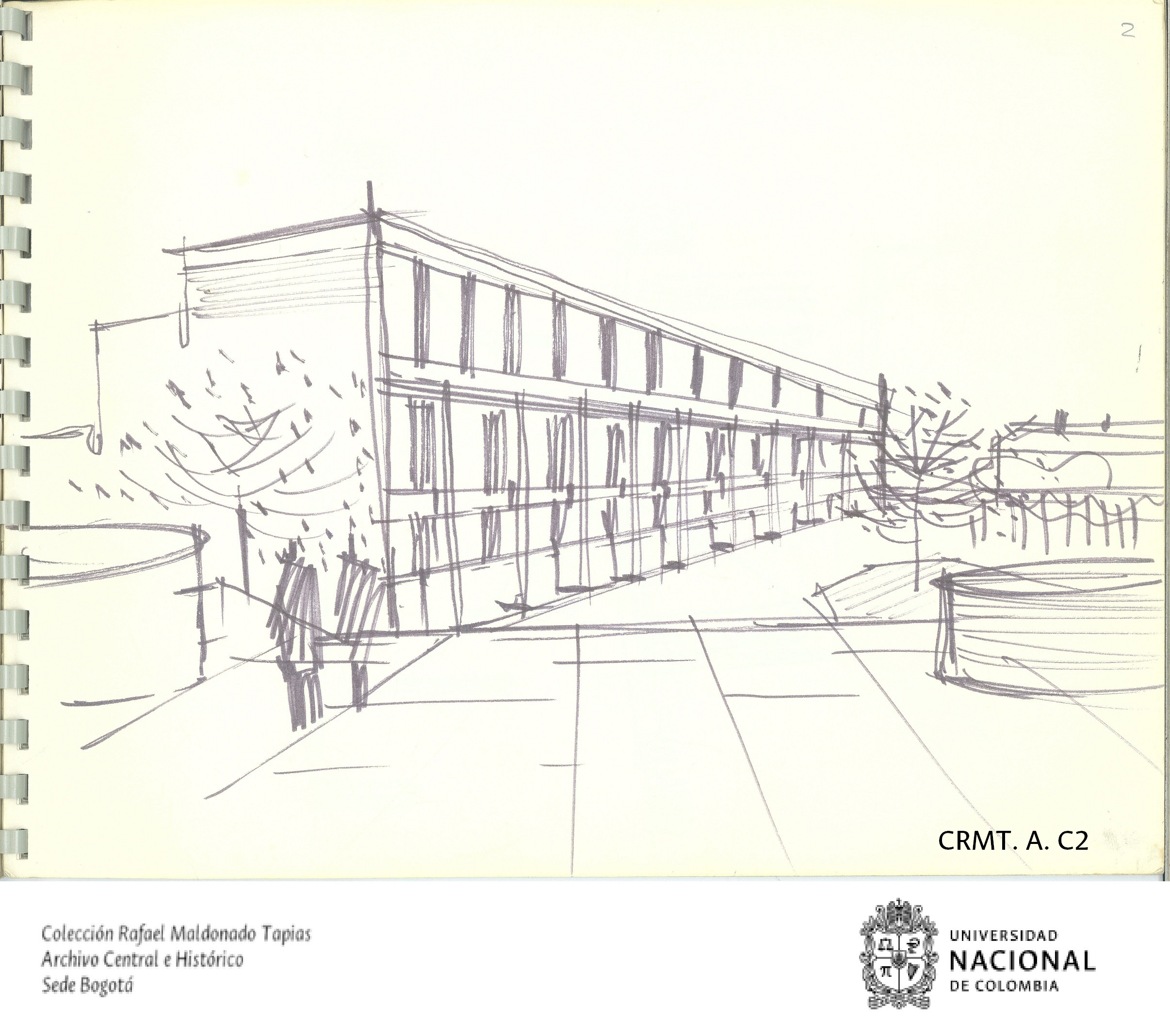
Dibujo realizado por Maldonado en uno de sus cuadernos. Archivo Histórico, Universidad Nacional de Colombia

Hay otros aspectos que muestran un reconocimiento de las funciones de la edificación. Así está por ejemplo la accesibilidad, algo muy presente en sus últimos edificios. Proyectos como el Instituto de Cancerología, el Museo de Arte Moderno, el Centro Educativo Arborizadora Alta y el Jardín Santiago de las Atalayas fueron diseñados con rampas. Estas responden a temas de accesibilidad, pero son incorporadas también de forma escultórica. Las rampas del Instituto de cancerología se diseñaron con barandales en tubo metálico pintado con esmalte, cuyo pasamanos es en madera de guayacán (material “artesanal”). En el Jardín Santiago de las Atalayas las rampas fueron concebidas como un sistema de circulación paralelo a las escaleras, de modo que el movimiento dentro del edificio fuera eficiente.